# Oskar Schlemmer

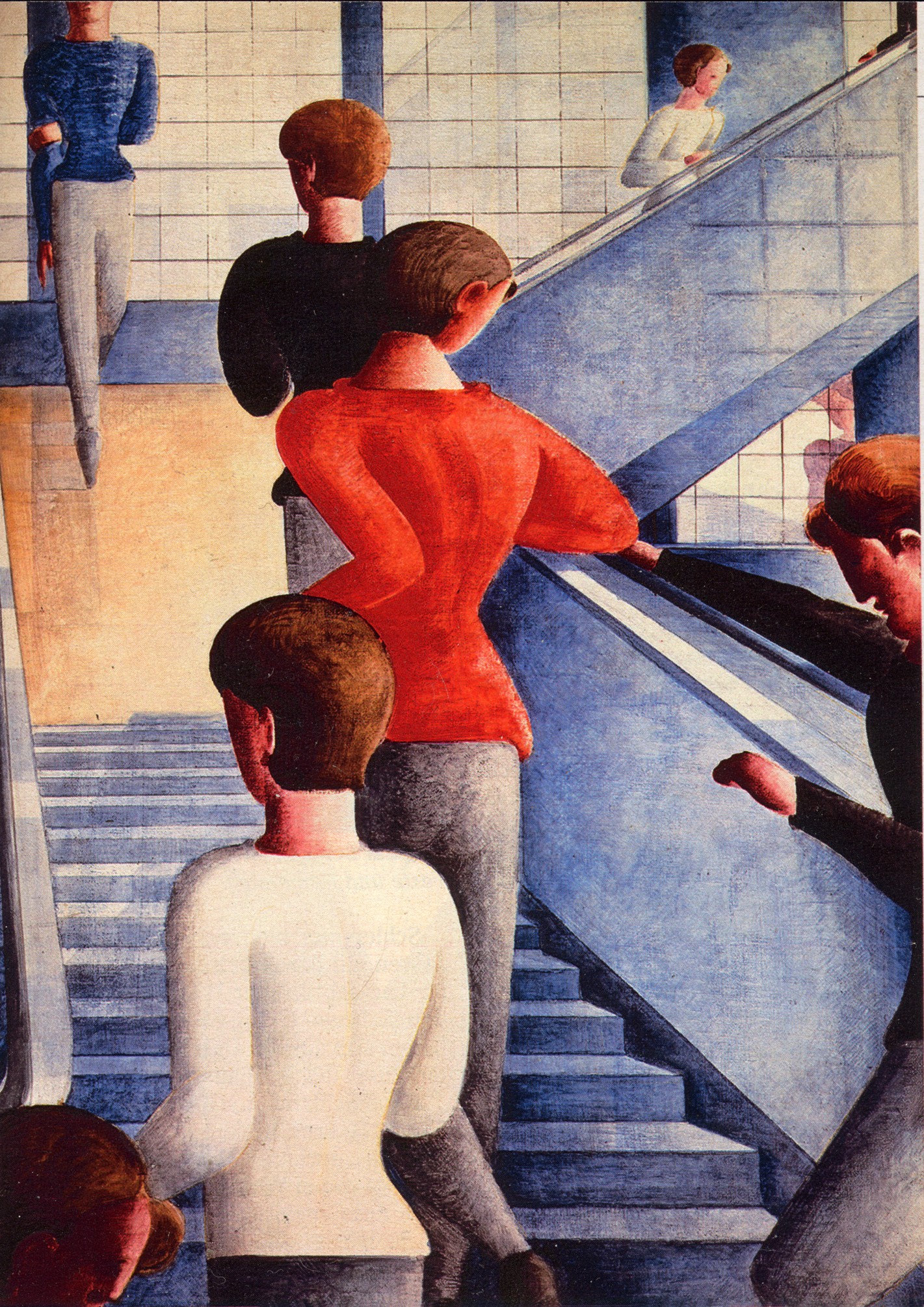
Bauhaustreppe (Escala de la Bauhaus) de Schlemmer (1932), Museum of Modern Art (MoMA), Nova York.

Oskar Schlemmer (Stuttgart, 4 de setembre de 1888 - Baden-Baden, 13 d'abril de 1943) va ser un pintor, escultor i dissenyador alemany relacionat amb l'Escola de la Bauhaus.
Nascut a Stuttgart, va formar-se en marqueteria. Va entrar a la Bauhaus de Weimar l'any 1920. Va treballar durant algun temps en el taller d'escultura mural i, després, en el d'escultura. La seva obra més famosa és Triadisches Ballett (1922), en la qual els actors apareixen disfressats de formes geomètriques. Igualment, a Slat Dance i Treppenwitz, el vestuari dels intèrprets fa que siguin escultures vives, com si fossin part de l'escenari.
En 1923 va ser contractat com a mestre del taller de teatre. Quan la Bauhaus es va traslladar a Dessau, va crear teatre d'assaig.
Les seves cartes privades, especialment les dirigides a Otto Meyer i Willi Baumeister, i el seu diari personal han donat valuoses referències del que passava a la Bauhaus. Especialment, parla de com el personal i els estudiants reaccionaven als molts canvis i desenvolupaments que s'esdevenien a l'escola.
Durant la Segona Guerra Mundial, Schlemmer va treballar a l'Institut für Malstoffe, a Wuppertal, juntament amb Willi Baumeister i Georg Muche, dirigit pel filantrop Kurt Herbert. Va morir a l'hospital de Baden-Baden l'any 1943.